# Elmar Romanesen
Elmar Romanesen (* 21. April 1978 in Kempten (Allgäu)) ist ein deutscher Handballspieler und -trainer.

## Karriere
Romanesen begann beim TSV 1874 Kottern mit dem Handballspielen und wurde Jugend-Nationalspieler. In der A-Jugend spielte er beim TSV Herrsching und wechselte zunächst zum Zweitligisten Frisch Auf Göppingen, danach zum Regionalligisten TSV Bad Saulgau. Im Sommer 2000 ging er zum Bundesligisten TSV GWD Minden, wo er jedoch kaum zum Einsatz kam. Nach einem Jahr folgte die Vertragsauflösung und er wechselte zum Liga-Konkurrenten ThSV Eisenach. 2003 zog es ihn in die Schweiz zum Grasshopper Club Zürich. Bereits nach einem halben Jahr wurde Romanesen an den RTV 1879 Basel verliehen und am Saisonende wurde der eigentlich bis 2005 datierte Vertrag aufgelöst. Er wechselte zur TSG Söflingen, mit der ihm der Aufstieg in die Regionalliga gelang. 2006 schloss er sich dem TuS Fürstenfeldbruck an, den er allerdings bereits im November Richtung HSC Bad Neustadt wieder verließ. Danach musste er verletzungsbedingt eine Pause einlegen und fing erst im Oktober 2010 beim TV Memmingen wieder mit dem Handball an. Es folgten die Stationen TV Immenstadt, TSV Ottobeuren sowie sein Heimatverein SG Kempten-Kottern, der inzwischen eine Spielgemeinschaft gebildet hat. Seit 2015 war er dort als spielender Co-Trainer aktiv. Ende April 2018 hat er seine Spielerkarriere beendet und hat seit Mai 2018 den Trainerposten inne. 2022 wechselte er als Co-Trainer zum Landesligisten HSG Dietmannsried/Altusried.

## Privates
Romanesen ist seit dem 31. August 2012 mit Ehefrau Sabrina verheiratet. Das Paar hat drei Kinder.